# باري بوندز
باري لامار بوندز (Barry Lamar Bonds) (وُلد في 24 من يوليو 1964م) هو لاعب بيسبول أمريكي سابق مشهور في دوري كرة البيسبول (القاعدة) الرئيس. لعب بوندز منذ عام 1986م إلى 2007م، لصالح فريقي قراصنة بيتسبرج (Pittsburgh Pirates) وعمالقة سان فرانسيسكو (San Francisco Giants). وهو ابن نجم دوري كرة القاعدة «البيسبول» الرئيس السابق، ونجم كل النجوم (All-Star) السابق بوبي بوندز (Bobby Bonds). بدأ باري بوندز مشواره مع دوري كرة البيسبول "القاعدة" الرئيس في فريق قراصنة بيتسبرج عام 1986م، ثم انتقل إلى فريق عمالقة سان فرانسيسكو عام 1993م، والذي بقى فيه حتى عام 2007م.
إن إنجازات بوندز خلال مسيرته المهنية في البيسبول تجعله واحدًا من أعظم لاعبي البيسبول في التاريخ. حقق بوندز رقمًا قياسيًا، حيث حصل على جائزة أفضل لاعب في دوري كرة البيسبول الرئيس سبع مرات، من ضمنها أربع مرات متتالية. كما أنه شارك في مباراة كل النجوم 14 مرة، وحصل على القفاز الذهبي (Gold Glove) 8 مرات. حقق بوندز العديد من الأرقام القياسية في دوري كرة البيسبول الرئيس، فقد كان صاحب الريادة والأرقام القياسية في تسجيل الضربات الآمنة خلال مشواره المهني، حيث سجل 762 ضرب، وسجل 73 ضربة آمنة في موسم واحد، كما كانت له الريادة على حد سواء في تسجيل أهداف على كرة بمعدل 2558 و688 هدفًا على كرة متعمدة.
كان بوندز من الشخصيات المثيرة للجدل خلال مسيرته المهنية، ومن الشخصيات المركزية في فضائح المنشطات. وفي 2007م، اتُهم باري بوندز بالشهادة الزور وتضليل العدالة، لأنه كذب على هيئة المحلفين الكبرى خلال التحقيقات الحكومية الخاصة بشركة بالكو (BALCO)، حيث شهد بأنه لم يتناول المنشطات عن عمدٍ قط. بدأت المحاكمة في 21 من مارس 2011م، وتم الحكم عليه في 13 من أبريل 2011م بتهمة تضليل العدالة.

## وصلات خارجية
- باري بوندز على موقع دوري كرة القاعدة الرئيسي (الإنجليزية)
- باري بوندز على موقعبيزبول رفرنس.كوم (الدوري الرئيسي) (الإنجليزية)
- باري بوندز على موقعبيزبول رفرنس.كوم (الدوري الثانوي) (الإنجليزية)
- باري بوندز على موقع جمعية أبحاث البيسبول الأمريكية (الإنجليزية)
- باري بوندز على موقع إي إس بي إن.كوم (أم.أل.بي) (الإنجليزية)
- باري بوندز على موقع مشجعي الرسوم البيانية (الإنجليزية)

- الموقع الرسمي
- باري بوندز على موقع IMDb (الإنجليزية)
- باري بوندز على موقع الموسوعة البريطانية (الإنجليزية)
- باري بوندز على موقع إن إن دي بي (الإنجليزية)
- باري بوندز على موقع قاعدة بيانات الفيلم (الإنجليزية)
- Bonds archive at لوس أنجلوس تايمز